# Asociación Psicoanalítica Estadounidense
La Asociación Psicoanalítica Estadounidense (American Psychoanalytic Association o APsaA) es una organización de psicoanalistas de los Estados Unidos que forma parte de la Asociación Psicoanalítica Internacional. En la actualidad tiene aproximadamente 3500 miembros.
La ApsaA fue fundada en 1911. Tras el exilio durante el holocausto de varios psiquiatras judíos de renombre, la APsaA se convirtió en una organización psicoanalítica con una importante presencia en los años que siguieron a la Segunda Guerra Mundial. Hasta la aparición de estudios que pusieron en duda la eficacia del psicoanálisis en la década de 1960 y la aparición de una variedad de psicoterapias nuevas y de tratamientos farmacológicos después de la década de 1970, el psicoanálisis ocupó un lugar predominante en la saludad mental, con una fuerte presencia en el ámbito académico y cultural en el que la APsaA y la API tuvieron una gran influencia.
No obstante, este florecimiento del psicoanálisis fue acompañado por políticas conservadoras en algunas áreas. Así, por ejemplo, hasta los inicios de los años 90, la APsaA impidió que aquellos que no fuesen psiquiatras, psicólogos homosexuales y los que no estaban dispuestos a aceptar la ortodoxia técnica formaran parta de la organización.
Muchas de estas restricciones fueron abandonadas posteriormente y la organización acepta en la actualidad a psicólogos y trabajadores sociales en mayores números, aunque son cada vez menos las personas que requieren la afiliación. La organización hace frente a desafíos significativos y dejó de ocupar un lugar tan notorio en lo que respecta a la salud mental. Mientras que las psicoterapias se volvieron cada vez más populares, la vigencia del psicoanálisis ha disminuido por diversas razones, que incluyen el costo y la duración de la terapia y la crítica de la comunidad científica por la falta de apoyo empírico de sus teorías y su efectividad. 